# Cicurina hoshinonoana
Espèce
Cicurina hoshinonoana est une espèce d'araignées aranéomorphes de la famille des Cicurinidae.

## Distribution
Cette espèce est endémique de l'archipel Nansei au Japon,. Elle se rencontre sur Minamidaitō-jima dans la grotte Hoshino-do.

## Description
Le mâle holotype mesure 3,04 mm, le mâle paratype 3,38 mm et les femelles paratypes 4,12 et 4,80 mm.

## Systématique et taxinomie
Cette espèce a été décrite par Shimojana et Ono en 2017.

## Étymologie
Son nom d'espèce lui a été donné en référence au lieu de sa découverte, Hoshino-no-ana, nom local de la grotte Hoshino-do.

## Publication originale
- Shimojana & Ono, 2017 : « A new spider of the genus Cicurina from a limestone cave on Minami-daito-jima Island, Okinawa, Japan. » Bulletin of the National Museum of Nature and Science Tokyo, sér. A, vol. 43, no 2, p. 81-86.